# Blížkovice
Blížkovice település Csehországban, a Znojmói járásban. Blížkovice Zvěrkovice, Zálesí, Grešlové Mýto, Blanné, Ctidružice, Moravské Budějovice, Častohostice, Nové Syrovice és Láz településekkel határos. Lakosainak száma 1214 fő (2024. január 1.).

## Népesség
A település lakosságának változását az alábbi diagram mutatja:
| Lakosok száma | 1194 | 1295 | 1383 | 1210 | 1122 | 1251 | 1180 | 1166 | 1198 | 1214 |
|               | 1869 | 1890 | 1921 | 1950 | 1980 | 2001 | 2017 | 2019 | 2022 | 2024 |